# Arman-Marshall Sila
Arman-Marshall Silla –en bielorruso, Арман-Маршалл Сілла– (Minsk, 13 de julio de 1994) es un deportista bielorruso que compite en taekwondo. Ganó tres medallas de oro en el Campeonato Europeo de Taekwondo, entre los años 2014 y 2021.

## Palmarés internacional
| Campeonato Europeo | Campeonato Europeo | Campeonato Europeo | Campeonato Europeo |
| Año                | Lugar              | Medalla            | Categoría          |
| ------------------ | ------------------ | ------------------ | ------------------ |
| 2014               | Bakú (Azerbaiyán)  | Medalla de oro     | +87 kg             |
| 2016               | Montreux (Suiza)   | Medalla de oro     | +87 kg             |
| 2021               | Sofía (Bulgaria)   | Medalla de oro     | +87 kg             |